# 미라클 (드라마)
《미라클》 2022년 4월 22일 까지 방영한 웹드라마이다.

## 개요
기적 같은 시간 속에 시련을 극복하고 성장하는 청춘들의 이야기

## 등장인물
- 루이스(찬희) - 세계적 인기를 자랑하는 아이돌.
- 이소린(강민아) - 루이스를 좋아하는 팬이자어린 시절부터 걸그룹을 꿈꿨던 아이돌 지망생. 뜻밖의 사고 후 후유증을 겪으며 걸그룹 준비를 그만두고 현재는 코아엔터테인먼트 영상제작팀 팀장으로 근무하고 있다.
- 민시우(휘영) - 유명 아이돌이자 코아엔터테인먼트 소속 보이그룹 'N&S'의 멤버. 소린, 예승과 고등학교때부터 친하게 지냈으며, 소린이 한 어떤 우연한 일로 아이돌 활동을 시작하게 됐다.
- 은주아(루시) - 코아엔터테인먼트 4년차 연습생. 걸그룹 달리아로 데뷔를 앞뒀다.
- 신예승(오소현) - 소린, 시우의 친구, 코아엔터테인먼트에서 N&S의 로드매니저로 일하고 있다.
- 이호영(김광규) - 소린의 아빠
- 신윤정(소희정) - 소린의 엄마
- 마샤킴(황보라) - 코아엔터테인먼트 대표
- 도널드(라재웅) - 루이스의 전 미국 소속사 대표
- 하승민(김율호) - 연예부 기자
- 정은지(성유나)

## OST
| 파트   | 발매일     | 곡명           | 아티스트                       |
| Part 1 | 2022.05.07 | ONE TWO THREE  | 김동한 (WEi)                   |
| Part 2 | 2022.05.14 | Shining Star   | 찬희 (SF9)                     |
| Part 3 | 2022.05.21 | 널 위해        | 블리처스                       |
| Part 4 | 2022.05.28 | 우리 둘 사이에 | 위키미키 (Weki Meki)           |
| Part 5 | 2022.06.04 | Forever love   | 찬희 (SF9)                     |
| Part 6 | 2022.06.11 | Milky Way      | 찬희 (SF9), 휘영 (SF9), 강민아 |

## 여담
- 찬희와 강민아는 네 맛대로 하는 연애 이후 2년 8개월만에 재회한다.[1]

- 2022년 4월 22일 일본 유료채널 EISEI GEKIJO에서 먼저 공개 됐다. 이후 2022년 7월부터 VIKI, Viu 등 전세계 스트리밍 서비스를 시작했으나 현재까지도 한국에서는 공개되지 않았다.

- 2022년 10월 5일 일본에서 DVD가 발매 되었다.

- 2022년 일본 잡지 한류피아에서 특집으로 10월호부터 12월호까지 찬희-휘영-강민아 순으로 개인 인터뷰가 실렸다.

- 2022년 12월 16일부터 12월 25일까지 일본 타워레코드[2]에서 팝업스토어가 열렸다.